# Francis Massampu
Francis Kama Massampu (ur. 26 grudnia 1991 w Mantes-la-Jolie) – francuski piłkarz grający na pozycji napastnika.

## Kariera klubowa
Massampu zaczął grać w juniorskim klubie Boulogne-sur-Mer. W 2009 przeniósł się do amatorskiego klubu FC Mantes. W 2010 roku Massampu podpisał profesjonalny kontrakt z Valenciennes FC. Zadebiutował 21 września 2010 w meczu Pucharu Ligi Francuskiej w meczu z Nîmes Olympique.
| Sezon   | Klub                       | Kraj    | Rozgrywki | Mecze | Bramki | Rozgrywki Europy | Mecze | Bramki |
| ------- | -------------------------- | ------- | --------- | ----- | ------ | ---------------- | ----- | ------ |
| 2009/10 | FC Mantes                  | Francja | CFA       | 13    | 2      | -                | -     | -      |
| 2010/11 | Valenciennes FC            | Francja | Ligue 1   | 2     | 0      | -                | -     | -      |
| 2011/12 | Valenciennes FC            | Francja | Ligue 1   | 1     | 0      | -                | -     | -      |
| 2011/12 | Aviron bayonnais FC (wyp.) | Francja | National  | 28    | 0      | -                | -     | -      |
| 2012/13 | Valenciennes FC            | Francja | Ligue 1   | 0     | 0      | -                | -     | -      |
| 2013/14 | Valenciennes FC            | Francja | Ligue 1   | 0     | 0      | -                | -     | -      |

Stan na: 25 lipca 2013 r.